# Jangkaran
Jangkaran is een bestuurslaag in het regentschap Kulon Progo van de provincie Jogjakarta, Indonesië. Jangkaran telt 1587 inwoners (volkstelling 2010).